# Rochester, Ohio
Rochester är en ort i Lorain County i delstaten Ohio, USA.